# World Beyond War
World Beyond War (que traduït seria "El món més enllà de la guerra", és diferent de Beyond War) és una organització contra la guerra amb capítols i afiliats en unes dues dotzenes de països. L'organització es presenta com "un moviment no-violent global per posar fi a la guerra i establir una pau justa i sostenible". S'oposa a la mateixa institució de la guerra i no només a les guerres individuals. World Beyond War persegueix l'abolició de la guerra mitjançant l'organització regional juntament amb campanyes globals per tancar bases militars i desinvertir en les corporacions que es beneficien de la guerra i la venda d'armes.
L'organització va ser fundada el gener de 2014 per David Swanson, Leah Bolger i David Hartsough. L'organització global té la seu a Chartlottesville, Virgínia. World Beyond War és una organització de base finançada per petits donants. L'organització sense ànim de lucre és una filial fiscal dAlliance for Global Justice.
World Beyond War publica llibres, manté una oficina d'altaveus, finança la instal·lació de cartells publicitaris, organitza conferències, organitza protestes i produeix seminaris web. El seu llibre, A Global Security System: An Alternative to War, s'actualitza i publica anualment des del 2015.

## Activitats

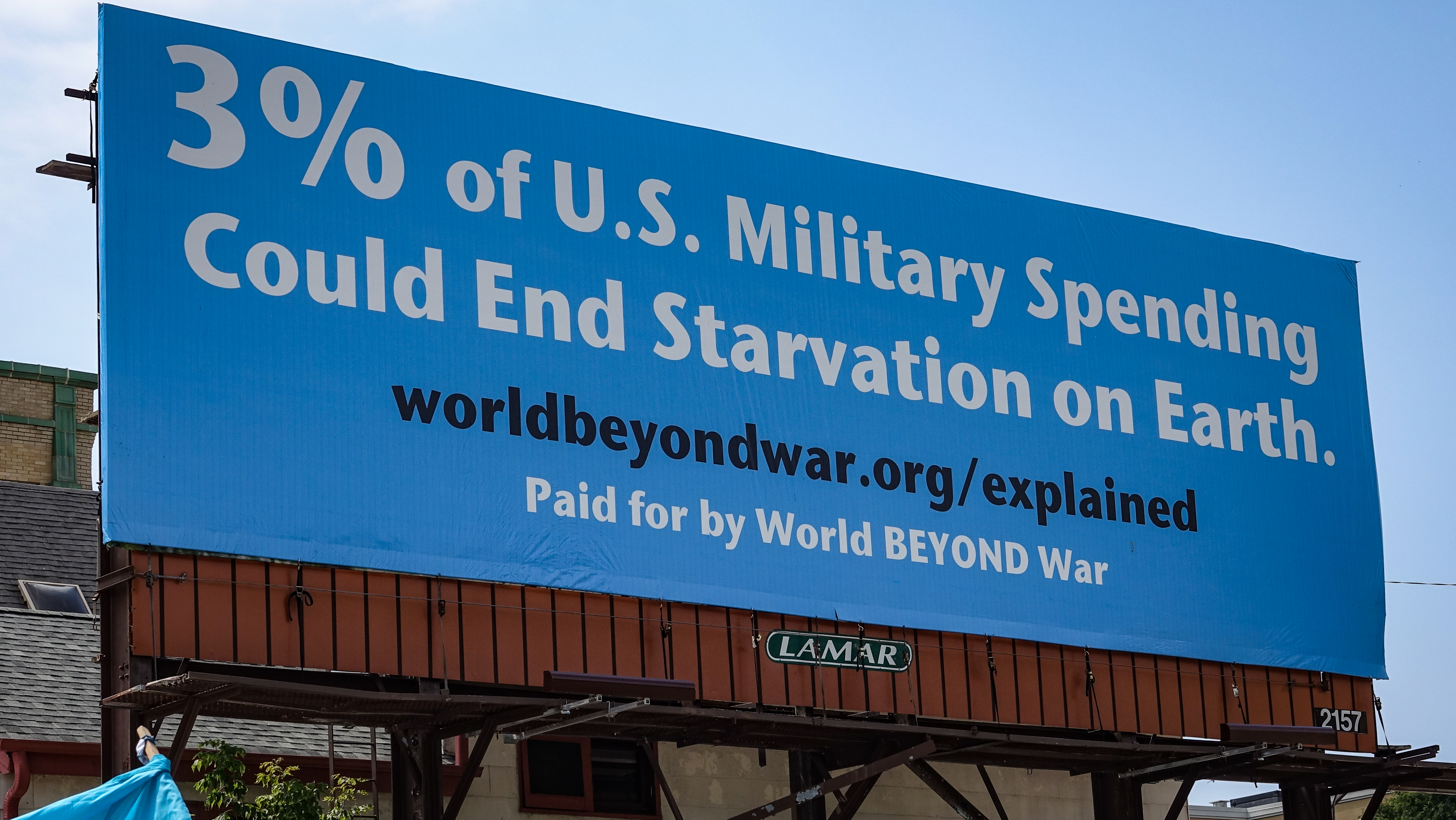
Un cartell publicitari del món més enllà de la guerra

World Beyond War acull una conferència de pau global que reuneix centenars d'activistes cada any. #NoWar2020 estava programat a Ottawa, Canadà, i ara es farà en línia. #NoWar2019 va ser a Limerick, Irlanda. #NoWar2018 va ser a Toronto, Canadà. Les conferències anuals anteriors van tenir lloc a Washington, DC.
World Beyond War promou programes d'educació per la pau i ofereix cursos en línia sobre l'abolició de la guerra i l'activisme per la pau. L'organització també produeix seminaris web freqüents i altres esdeveniments en línia que després estan disponibles de forma gratuïta en vídeo. El podcast "World Beyond War" es va llançar el gener de 2019 i ha comptat amb entrevistes amb activistes per la pau a Vietnam, Bolívia, Iran, Veneçuela, Xipre, Japó, EUA, Anglaterra, Nova Zelanda, Canadà, Irlanda i Itàlia.

## Publicacions i cobertura
World Beyond War ha obtingut cobertura pel Cato Institute, Scientific American, Truthdig, Common Dreams, i Catholic Sentinel.
El 2020, la congressista de Milwaukee Gwen Moore es va referir al pressupost militar nord-americà com un deliri per l'alimentació, en un esdeveniment amb la cartellera de World Beyond War a Milwaukee, on es podia llegir "El 3% de la despesa militar nord-americana podria acabar amb la fam a la terra". Això es va cobrir a Urban Milwaukee.
World Beyond War va iniciar una campanya d'escriptura de cartes per a la cancel·lació de l'exposició anual d'armes del Canadà, CANSEC, que estava programada per tenir lloc a Ottawa, Canadà, el maig del 2020 malgrat la pandèmia de coronavirus. Finalment, es va acreditar que aquesta campanya va ajudar a forçar la decisió de cancel·lar-la.
World Beyond War alterna l'activitat organitzativa global amb esdeveniments regionals, com ara un seminari web d'abril de 2020 sobre bases militars a Guam.
World Beyond War ha tingut cobertura per a les seves campanyes a Democracy Now, Canadian Broadcasting Corporation, The New Zealand Herald, TV New Zealand i Arkansas Online.

## Polèmica
El juny de 2019, a World Beyond War "se li va negar el permís per col·locar anuncis amb l'eslògan "Tropes nord-americanes fora de Shannon" en cartells publicitaris a Limerick durant la visita de Donald Trump a Irlanda". Aquestes cartelleres haurien complementat la conferència anual #NoWar2019 a Limerick, Irlanda, de tres dies, que es va centrar en les crides d'activistes i líders irlandesos per acabar amb l'ús de l'aeroport de Shannon com a base militar per a avions estrangers.